# Us (KinKi Kidsの映像作品)
『us』（アス）は、KinKi Kidsの4作目の映像作品、および4作目のライブビデオ。1998年5月20日発売。発売元は、ジャニーズ・エンタテイメント。

## 概要
- 1997年夏のコンサートツアー「A So Bo コンサート」の横浜アリーナ公演[注 1]と、1997年年末から1998年年始の冬のコンサートツアー「HAPPY HAPPY DATE」の大阪城ホール公演[注 2]、東京宝塚劇場公演[注 3]、名古屋レインボーホール公演[注 4]の模様が収録されている[2]。その他メンバー2人のインタビューやオフショット[2]、以前出演していたラジオのレギュラー番組『キンキラKinKiワールド』の収録時の模様も収録されている。

- 1998年5月20日にVHSビデオにて発売された後にDVD化され、2007年12月26日に再販された。コンサートの本編と、MCのダイジェストが収録されている。なおVHSは、2021年時点では廃盤となっている[3]。

## 仕様・特典
- VHS初回限定盤
  - メンバー2人がパッケージの写真で着用しているのと同じデザインのTシャツとビデオテープが収納された特殊パッケージ仕様
  - 紙パッケージ仕様
  - オリジナルタトゥーシール封入[2]
- VHS通常盤
  - プラスチックパッケージ仕様
  - オリジナルタトゥーシール[2]
- DVD通常盤
  - トールケース仕様（オリジナルタトゥーシールは無し[2]）

## 収録曲
※特記の作詞、作曲者は、日本音楽著作権協会のデータベースを参照。曲名の最後の●は横浜アリーナ公演、▲は大阪城ホール公演、★は東京宝塚劇場、◆は名古屋レインボーホール公演の映像。
1. Rocks●
2. 硝子の少年●
  - この収録映像を再編集した映像が、ベストアルバム『39』のDisc 4 【YOUR FAVORITE DVD】に収録されている。
3. せつない恋に気づいて▲
4. 眠らない夜▲
  - 作詞：船越敬司・MOTOMY、作曲：金山徹。SAY・Sのカバー曲であるが、本曲が商品化されたのは、この映像作品が初[注 5]。なお、SAY・Sの作品では、2002年発売のベストアルバム『Myこれ! クションSAY'S BEST』にて商品化された。
5. My Wish▲
  - 光一ソロ曲。
6. みはり▲
  - 男闘呼組のカバー。
7. 愛されるより 愛したい▲
8. Sentimental City Romance★
  - 作詞：相田毅、作曲：木村賢一。ジャニーズJr.提供曲のカバー。
9. 〜Ever Dream★
10. 〜All The World Is A Stage★
  - 9と10は、光一ソロ曲。少年隊『千年メドレー』のカバー。
11. ～愛してる 愛してない★ 
  - 剛ソロ曲。作詞：米倉利徳、作曲：松原みき。米倉利紀のカバー。
12. たよりにしてまっせ★
13. 買い物ブギ★
作詞：村雨まさを、作曲：服部良一。笠置シヅ子のカバー。
14. Tell me★
15. Slowly★
  - 剛ソロ曲。
16. Kissからはじまるミステリー★
17. Happy Happy Greeting★
18. 会いたいよ◆
  - 作詞：相田毅、作曲：飯田建彦
19. 三日月の夜に…◆
  - 光GENJIのカバー。
20. ヴギウギ・キャット!◆
  - 少年隊のカバー。
21. あの娘はSo Fine●▲★◆
  - 上記全公演のダイジェストバージョン。